# Lonely Boy (Paul Anka)
Lonely Boy è un album in studio pubblicato da Paul Anka nel 1959, pubblicato per il mercato spagnolo; la title track, pubblicata come singolo, raggiunse il primo posto in classifica

## Tracce
LATO A
1. Lonely Boy (Paul Anka)
2. That's Love (Paul Anka)
3. Your Love (Paul Anka)
4. Midnight (Paul Anka)
5. Verboten (testo: Mack David – musica: Harry Sukman)
6. Let The Bells Keep Ringing (Paul Anka)

LATO B
1. Late Last Night (Paul Anka)
2. I Miss You So (Jimmy Henderson, Bertha Scott, Sid Robin)
3. I've Heard That Song Before (testo: Sammy Cahn – musica: Jule Styne)
4. My Heart Sing (testo: Jean Marie Blanvillain – musica: Harold Rome e Henry Herpin)
5. It's Really Love (Paul Anka)
6. So It's Good Bye (Paul Anka)